# جورج قرمز
جورج قرمز مغني ثوري فلسطيني أصدر عدة ألبومات في الثمانينات، ثم اختفى فجأة من الوسط الفني.

## أشهر أغانيه
- أنا إسمي شعب فلسطين
- سجل أنا عربي: كلمات الشاعر محمود درويش
- ضد: كلمات الشاعر راشد حسين.
- أماه: كلمات الشاعر سميح القاسم.
- أرضنا الجميلة
- عشاق الأرض
- الويل لكم
- أي شيء يقتل الإصرار: كلمات الشاعر توفيق زيّاد.
- صبراً: كلمات الشاعر توفيق زيّاد.
- عنوان البيت
- أنا يا سحابة عمري جبال الجليل: كلمات الشاعر راشد حسين.[3]